# Mausoleo romano de Abla
El mausoleo romano de Abla es un mausoleo o torre funeraria de finales del siglo ii, que se erige como el testimonio más importante del municipio romano de Alba (actual Abla). La localidad era ya mencionada por el itinerario de Antonino (finales del siglo iii) como parada de viajeros en la importante vía o calzada que unía a Cástulo (Linares) con Málaga a través de Acci (Guadix), Urci (Almería), Murgi (El Ejido) y Abdera (Adra).
De este rico pasado como ciudad estipendiaria indígena (peregrini) (obligada al pago de tributos para sufragar la guarnición), perduran diversas lápidas, especialmente el pedestal de Avitiano, un bloque de piedra junto a la ermita de San Antón pero con una inscripción de homenaje al tribuno Lucio Alfeno Avitiano. También destaca un relieve con la representación de un templo romano en la pared de la torre-campanario de la iglesia de la Anunciación, prueba quizás de que aún se mantenía en el siglo XVII.

## Descripción
El sencillo edificio de planta cuadrada de 4,8 m de lado, está levantado sobre un zócalo de pizarra y construido con opus caementicium (sistema constructivo obtenido con cal, arena y agua), que logra una dureza semejante al hormigón actual y que ha permitido su conservación a pesar del abandono sufrido. El edificio albergaría la tumba de un importante ciudadano local.
Interiormente se pueden diferenciar dos niveles. La cripta inferior contendría el sarcófago con la sepultura, mientras que arriba se dispone la cámara ritual con un banco o altar corrido, adosado a la pared norte, y que destaca por la novedad técnica de la cubierta con bóveda de arista, innovación característica de la época de Adriano y que ha permitido fechar la construcción (normalmente estos mausoleos solían coronarse con una alta pirámide). La iluminación se realiza mediante dos óculos y quizás pudiera tener una decoración interior con escenas y paisajes de carácter funerario.
Desde el siglo IV fue reutilizado como vivienda, posteriormente, durante el periodo musulmán, se vio transformado en torre-fuerte con un carácter defensivo y desde el siglo XVI se transforma en ermita de San Sebastián, hasta cercanas fechas, funcionalidad religiosa que ha salvado la estructura original de la destrucción. Sin embargo, su grave deterioro y amenaza de ruina, ha obligado a su rehabilitación.

## Investigación y restauración
Las excavaciones arqueológicas realizadas en el entorno del edificio confirmaron que se trataba de una estructura arquitectónica completa en su origen, levantada sobre un basamento y a la que se accedía por una escalinata con una puerta, seguramente algo monumental, desde el sureste.
En el interior del mausoleo, la investigación arqueológica mostró la existencia de un nivel inferior con un espacio abovedado alargado, perpendicular al eje de acceso y con capacidad para un sarcófago.
Se comprobó que toda la fachado sureste, la mayor parte de la suroeste y una zona de la noreste, no son de opus caementicium, sino de mampostería ordinaria, ejecutada con posterioridad para rellenar un gran volumen perdido de muro original. La demolición parcial de este opus caementicium pudo deberse a que la puerta original estuviera construida con piezas más ricas o materiales más nobles que el resto del mausoleo, por lo que en algún momento fue desmontada y reutilizada, deteriorando el resto de los muros de los edificios.
Por ello la intervención realizada muestra como objetivo principal la restauración y posterior rehabilitación del mausoleo, dotando al monumento de unas condiciones de uso diferentes del original. Además se decidió utilizar un criterio más pedagógico en el tratamiento de los muros, según fueran originales o no. Por tanto, los muros originales, con excepción de los que poseen revestimientos aprovechables, quedan a la vista, mostrando la textura del opus caementicium, mientras que los paramentos reconstruidos se revisten de forma similar al original, que imitaba sillares.